# Öratjärnen (Ljusdals socken, Hälsingland, 688204-148561)
Öratjärnen är en sjö i Ljusdals kommun i Hälsingland och ingår i Ljusnans huvudavrinningsområde. Sjön är 7,5 meter djup, har en yta på 0,13 kvadratkilometer och befinner sig 384 meter över havet. Sjön avvattnas av vattendraget Prästskogsån.

## Delavrinningsområde
Öratjärnen ingår i det delavrinningsområde (688232-148516) som SMHI kallar för Utloppet av Öratjärnen. Medelhöjden är 412 meter över havet och ytan är 0,68 kvadratkilometer. Räknas de 2 avrinningsområdena uppströms in blir den ackumulerade arean 18,64 kvadratkilometer. Prästskogsån som avvattnar avrinningsområdet har biflödesordning 3, vilket innebär att vattnet flödar genom totalt 3 vattendrag innan det når havet efter 176 kilometer. Avrinningsområdet består mestadels av skog (71 procent). Avrinningsområdet har 0,13 kvadratkilometer vattenytor vilket ger det en sjöprocent på 20,3 procent.